# Oxytonocera nigrohalterata
Oxytonocera nigrohalterata är en tvåvingeart som först beskrevs av Stein 1904.  Oxytonocera nigrohalterata ingår i släktet Oxytonocera och familjen husflugor. Inga underarter finns listade i Catalogue of Life.